# Rhygoplitis
Rhygoplitis – rodzaj błonkówek z rodziny męczelkowatych. Gatunkiem typowym jest Rhygoplitis stigmatica.

## Zasięg występowania
Rodzaj obejmuje gatunki występujące w Nowym Świecie.

## Biologia i ekologia
Żywicielami gatunków z tego rodzaju są motyle z rodziny wachlarzykowatych.

## Gatunki
Do rodzaju zaliczane są 4 opisane gatunki (kilka gatunków jest nieopisanych):
- Rhygoplitis aciculatus (Ashmead, 1900)
- Rhygoplitis choreuti (Viereck, 1912)
- Rhygoplitis sanctivincenti (Ashmead, 1900)
- Rhygoplitis terminalis (Gahan, 1912)